# Asthenomacrurus fragilis
Asthenomacrurus fragilis är en fiskart som först beskrevs av Garman, 1899.  Asthenomacrurus fragilis ingår i släktet Asthenomacrurus och familjen skolästfiskar. Inga underarter finns listade.